# Compactozetes niger
Compactozetes niger är en kvalsterart som beskrevs av Hammer 1966. Compactozetes niger ingår i släktet Compactozetes och familjen Cepheidae. Inga underarter finns listade i Catalogue of Life.